# Wear Valley
Wear Valley este un district nemetropolitan în Regatul Unit, în comitatul Durham din regiunea North East, Anglia.

## Orașe în cadrul districtului
- Bishop Auckland
- Crook